# Zip2
Zip2，是一家早期美国的软件公司，主要是为新闻提供在线的城市导航与指南信息。1995年，该公司由伊隆·马斯克、金巴尔·马斯克兄弟成立于美国加州帕洛阿尔托，原名全球链接信息网络（英語：Global Link Information Network）。启动资金是他们父亲埃罗尔·马斯克（英語：Errol Musk）的28,000美元以及格雷格·库礼的6,000美元。最初，全球链接信息网络为当地企业建立互联网定位信息和检索服务；之后开始帮助新闻媒体去设计在线城市指南。1999年，该公司被康柏电脑收购。

## 历史
1996年1月，全球链接信息网络收到了达维多风险投资公司的300万美元投资，并更改官方名为“Zip2”。达维多风险投资公司也将公司的战略，从为当地商务服务，调整为面向全国性的媒体提供软件套餐和信息网络。伊隆·马斯克担任首席技术官（英語：Chief Technology Officer），里士·索尔金（Rich Sorkin）担任首席执行官。Zip2以“We Power the Press”作为官方的宣传册，并继续发展。它通过与纽约时报集团、赫斯特报业、奈特·里德报业合作，为他们提供在线编辑和发布内容的平台，此外还提供地图导航、在线黄页和白页服务。
1998年，公司已经和超过160家报业进行合作，为其在当地与全国的信息导航提供服务。

## 产品
Zip2创造了一个允许广告商与用户之间的互通平台。用户可以向广告商发布消息，其消息自动传送到传真机中。而同样广告商也能通过特定的URLs向潜在客户发送传真。此外它还创造了一个"Auto Guide"（汽车指南），其能够将当地在线媒体用户与当地经销商、私人卖主进行联系。

## 合并
1998年4月，Zip2尝试与城市搜索合并，后者是主要竞争对手。当初微软推出了Sidewalk.com，并将Zip2和城市搜索都推向危险位置。业界看好次此次并购案，双方董事会（包括伊隆·马斯克）均同意此次并购，并通知了媒体。但在最后时刻，伊隆·马斯克在与城市搜索的CEO查尔斯·康（Charles Conn）对话后，發覺自己可能在并购案后几个月内被迫退出。于是马斯克兄弟提出了反对，并帮助Zip2的经理们发起抗议，要求Zip2董事会辞退CEO理查德·索金，并取消合并计划。最终，Zip2辞退理查德·索金；两家公司以“文化与技术的无法合作”的理由结束了并购案。
这次并购案的失败导致了城市搜索与Ticketmaster合并；而伊隆·马斯克被迫辞去董事长职位，改由大股东达维多风险投资公司派驻CEO。1999年2月，康柏电脑以3.07亿美元要约收购Zip2，是当时互联网公司收购中出价最高的一笔收购案。而伊隆·马斯克和金巴尔·马斯克两大原始股东分别获得了2200万美元、1500万美元的利润。康柏公司在收购案后，用zip2来强化远景公司的搜索能力。